# HD 46178
HD 46178，又名BD+11 1213，SAO 95803、HR 2378，是一颗恒星，视星等为6.03，位于銀經200.39，銀緯1.14，其B1900.0坐标为赤經6h 26m 48.4s，赤緯+11° 1.14′ 46″。